# Styloptera wheeleri
Styloptera wheeleri är en tvåvingeart som beskrevs av Bock 1982. Styloptera wheeleri ingår i släktet Styloptera och familjen daggflugor. Inga underarter finns listade i Catalogue of Life.